# Quentin Caleyron
Quentin Caleyron (Saint-Étienne, 30 de enero de 1988) es un deportista francés que compite en ciclismo en las modalidades de BMX y pista.
Ganó dos medallas de bronce en el Campeonato Europeo de Ciclismo BMX, en los años 2013 y 2015.
En pista obtuvo una medalla de plata en los Juegos Europeos de Minsk 2019, en la prueba de velocidad por equipos.

## Medallero internacional

### Ciclismo BMX
| Campeonato Europeo | Campeonato Europeo | Campeonato Europeo | Campeonato Europeo |
| Año                | Lugar              | Medalla            | Competición        |
| ------------------ | ------------------ | ------------------ | ------------------ |
| 2013               | Dessel (Bélgica)   | Medalla de bronce  | Carrera            |
| 2015               | Erp (Países Bajos) | Medalla de bronce  | Carrera            |

### Ciclismo en pista
| Juegos Europeos | Juegos Europeos     | Juegos Europeos  | Juegos Europeos       |
| Año             | Lugar               | Medalla          | Competición           |
| --------------- | ------------------- | ---------------- | --------------------- |
| 2019            | Minsk (Bielorrusia) | Medalla de plata | Velocidad por equipos |